# Міста Коста-Рики
| Назва                | Провінція  | Населення (2000) |
| -------------------- | ---------- | ---------------- |
| Сан-Хосе             | Сан-Хосе   | 309 672          |
| Лимон (Пуерто-Лимон) | Лимон      | 55 667           |
| Алахуела             | Алахуела   | 42 889           |
| Ліберія              | Ґуанакасте | 34 469           |
| Пунтаренас           | Пунтаренас | 32 460           |